# Dorylus ductor
Dorylus ductor é uma espécie de formiga do gênero Dorylus.